# Nintendo DS Memory Expansion Pak

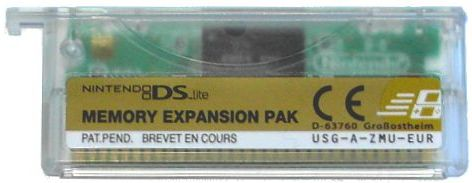
Ds expansion pack

Nintendo DS Memory Expansion Pak är ett tillbehör som finns i två versioner och utökar minnesmängden hos en Nintendo DS respektive Nintendo DS Lite. Det enda som skiljer de bägge versionerna från varandra är utseendet, den som kallas Nintendo DS Lite Memory Expansion Pak har en form som bättre passar med designen hos Nintendo DS Lite. Minnesexpansionen används för närvarande endast till den webbläsare som är speciellt framtagen för Nintendo DS och kallas Nintendo DS Browser men är fullt möjligt att använda för andra utvecklare som så önskar.